# کوروباشی (تاش‌اوا)
کوروباشی (به لاتین: Korubaşı) یک منطقهٔ مسکونی در ترکیه است که در تاشوا واقع شده‌است.